# 第二次世界大战期间的澳大利亚军事史

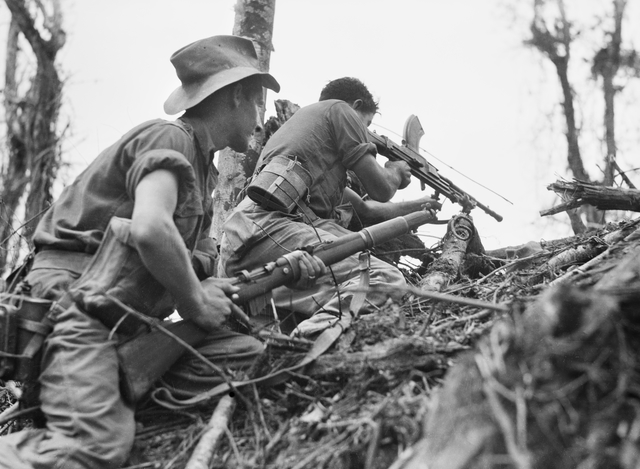
1945 年 6 月，一支澳大利亚轻机枪队在艾塔普-韋瓦克戰役中行动。

澳大利亞於1939年9月3日加入第二次世界大戰，當時政府接受了英國對納粹德國的宣戰。澳大利亞隨後與軸心國的其他成員國進入戰爭狀態，包括1940年6月11日的意大利王國和1941年12月9日的大日本帝國。到戰爭結束時，近一百萬澳大利亞人曾在武裝部隊服役，其軍事部隊主要在歐洲戰區、北非戰役和西南太平洋戰區作戰。此外，澳大利亞在其後殖民歷史上首次受到直接攻擊。在戰爭期間，澳大利亞因敵方行動造成的傷亡人數為27,073人死亡，23,477人受傷。還有更多人遭受熱帶疾病、飢餓和嚴酷的囚禁條件之苦；在日本人俘虜的21,467名澳大利亞人中，僅有14,000人生還。
隨著與日本開戰，澳大利亞陸軍部隊逐漸從地中海和歐洲撤出。然而，澳大利亞皇家空軍和澳大利亞皇家海軍的部隊和人員繼續參與對德國和意大利的戰爭。從1942年到1944年初，澳大利亞軍隊在太平洋戰爭中發揮了關鍵作用，在西南太平洋戰場的大部分戰鬥中佔盟軍力量的主要部分。雖然從1944年中期開始，軍隊主要被調派到次要戰線，但直到戰爭結束，它仍繼續對日本進行進攻作戰。
第二次世界大戰對澳大利亞的經濟、軍事和外交政策產生了重大影響。這場戰爭加速了工業化進程，促使澳大利亞發展了更大規模的和平時期軍事力量，並開始了澳大利亞外交政策重心從英國轉向美國的過程。戰爭的最終影響還促進了澳大利亞社會向更加多元化和國際化的方向發展。

## 战争爆发

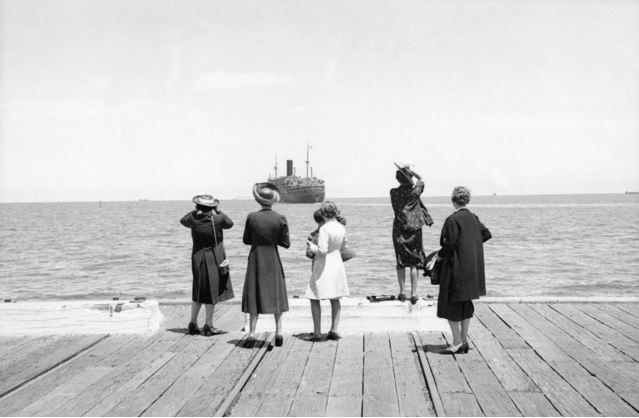
女性朋友和家人們在碼頭上向即將啟程的軍隊運輸船RMS Strathallan揮手告別，該船載著第6師的先遣隊前往海外服役。其中包括George Alan Vasey的妻子Jessie Vasey（從左邊數第二個）。這張照片特別令人感傷，因為Vasey沒能在戰爭中倖存。

在第一次世界大戰和第二次世界大戰之間，澳大利亞遭受了始於1929年的大蕭條的嚴重影響。這限制了澳大利亞的國防開支，並導致1930年代軍隊規模和效能的下降。1931年，《威斯敏斯特法令》賦予澳大利亞政府在外交和國防方面的獨立權。儘管如此，從1930年代中期開始，澳大利亞政府在對納粹德國的政策上大體上跟隨英國，先是支持對希特勒的綏靖政策，後來支持英國對波蘭獨立的保證。 
澳大利亞總理羅伯特·孟席斯要求英國政府通知德國，澳大利亞是英國的盟友。1939年9月3日，英國對德國撤出波蘭的最後通牒到期後宣戰。 由於《威斯敏斯特法令》尚未被澳大利亞議會批准，英國的任何宣戰聲明默認適用於澳大利亞。在英國通知孟席斯宣戰後，澳大利亞總督發布了一項宣告，宣布澳大利亞進入戰爭狀態。 孟席斯對戰爭的支持基於帝國防禦體系的概念，他認為澳大利亞依賴這個體系，而如果英國被擊敗，這個體系就會被摧毀。這一立場大體上被澳大利亞公眾所接受，儘管人們對戰爭並不熱衷。

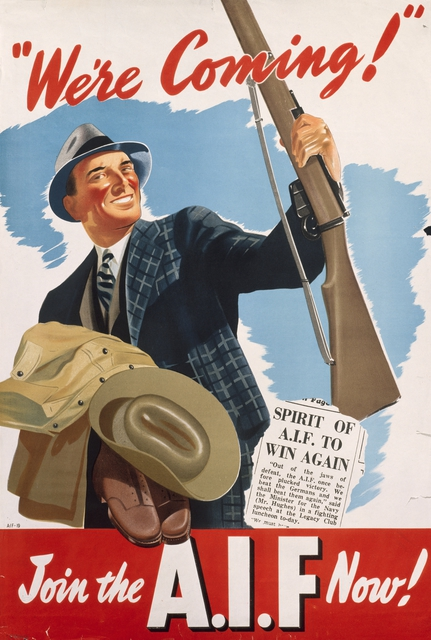
AIF 招聘海报

1939年9月15日，孟席斯宣布成立第二澳大利亞帝國軍（AIF）。這支遠征軍最初由20,000人組成，包括一個步兵師（第6師）和輔助部隊。AIF在體制上與公民軍事力量（CMF）分開，CMF在法律上被限制只能在澳大利亞本土及其外部領土服役。AIF是通過組建新部隊而非轉移CMF單位形成的。11月15日，孟席斯宣布從1940年1月1日起重新實行本土防禦服役的徵兵制。 AIF的招募最初進展緩慢，但到1940年3月，六分之一的適齡男性已經入伍，1940年6月法國淪陷後出現了大量志願者湧入的情況。men參軍AIF的原因各不相同，最常見的是出於保衛澳大利亞和大英帝國的責任感。 1940年初，各軍種引入了禁止招募＂非實質上歐洲血統＂人員的規定；雖然這些規定在皇家澳大利亞海軍和陸軍得到嚴格執行，但皇家澳大利亞空軍繼續接受少量非歐洲裔澳大利亞人。
澳大利亞帝國軍（AIF）的主要部隊是在1939年至1941年間組建的。第6師於1939年10月和11月組建，並於1940年初啟程前往中東完成訓練並接收現代化裝備，這是在英國政府向澳大利亞政府保證日本不會構成即時威脅之後進行的。該師原本計劃在準備完成後加入駐紮在法國的英國遠征軍，但由於軸心國在該師準備就緒前就征服了法國，這一計劃未能實現。 1940年上半年又組建了三個AIF步兵師（第7師、第8師和第9師），以及一個軍團指揮部（第一軍團）和眾多支援和勤務單位。所有這些師和大多數支援單位都在1940年和1941年期間部署到海外。1941年初還組建了一個AIF裝甲師（第1裝甲師），但它始終沒有離開澳大利亞。  
雖然政府最初計劃將整個皇家澳大利亞空軍（RAAF）部署到海外，但後來決定將該軍種的資源集中用於培訓空勤人員，以促進英聯邦空中力量的大規模擴張。 1939年底，澳大利亞和其他自治領建立了帝國航空訓練計劃（EATS），旨在培訓大量人員服務於英國皇家空軍（RAF）和其他英聯邦空軍部隊。最終近28,000名澳大利亞人通過EATS在澳大利亞、加拿大和羅德西亞的學校接受了培訓。雖然其中許多人被分配到澳大利亞的第十五條款中隊，但大多數人在英國和其他自治領的中隊服役。此外，這些名義上的"澳大利亞"中隊並不受RAAF控制，澳大利亞人往往只佔其中空勤人員的少數。由於澳大利亞政府對通過EATS培訓的空勤人員的部署沒有有效控制，大多數澳大利亞歷史學家認為該計劃阻礙了澳大利亞防禦能力的發展。 儘管如此，通過EATS培訓的RAAF空勤人員約佔在歐洲和地中海戰區為RAF作戰的所有空勤人員的百分之九，為盟軍行動做出了重要貢獻。     
1. ↑  Cresciani (2013), pp. 97–98
2. ↑   (PDF). Parliamentary involvement in declaring war and deploying forces overseas. Department of Parliament Services for Australia: 31. 22 March 2010  [9 December 2019]. （原始内容存档 (PDF)于2019-05-19）.
3. ↑  27,073 Australians were killed and 23,477 were wounded by enemy action during the war; however, when non-battle casualties are included these figures are 39,767 killed and another 66,553 wounded. See . Australian War Memorial. 15 December 2005  [4 April 2009]. （原始内容存档于15 March 2009）.
4. ↑  Macintyre (1986). p. 325.
5. ↑  Hasluck (1970), pp. 6–7.
6. ↑  Hasluck (1965). pp. 151–156.
7. ↑  Beaumont (1996). pp. 1–3.
8. ↑  Long (1961). p. 39.
9. ↑  Beaumont (1996). pp. 7–9.
10. ↑  Dennis et al. (2008). p. 4.
11. ↑  Palazzo (2001). pp. 139–140.
12. ↑  Palazzo (2001). pp. 144–146.
13. ↑  Stephens (2006). p. 75.
14. ↑  Stephens (2006). pp. 60–64.
15. ↑  Beaumont (1996). p. 18.
16. ↑  Stephens (2006). p. 73.